# Anti-Mask League of San Francisco

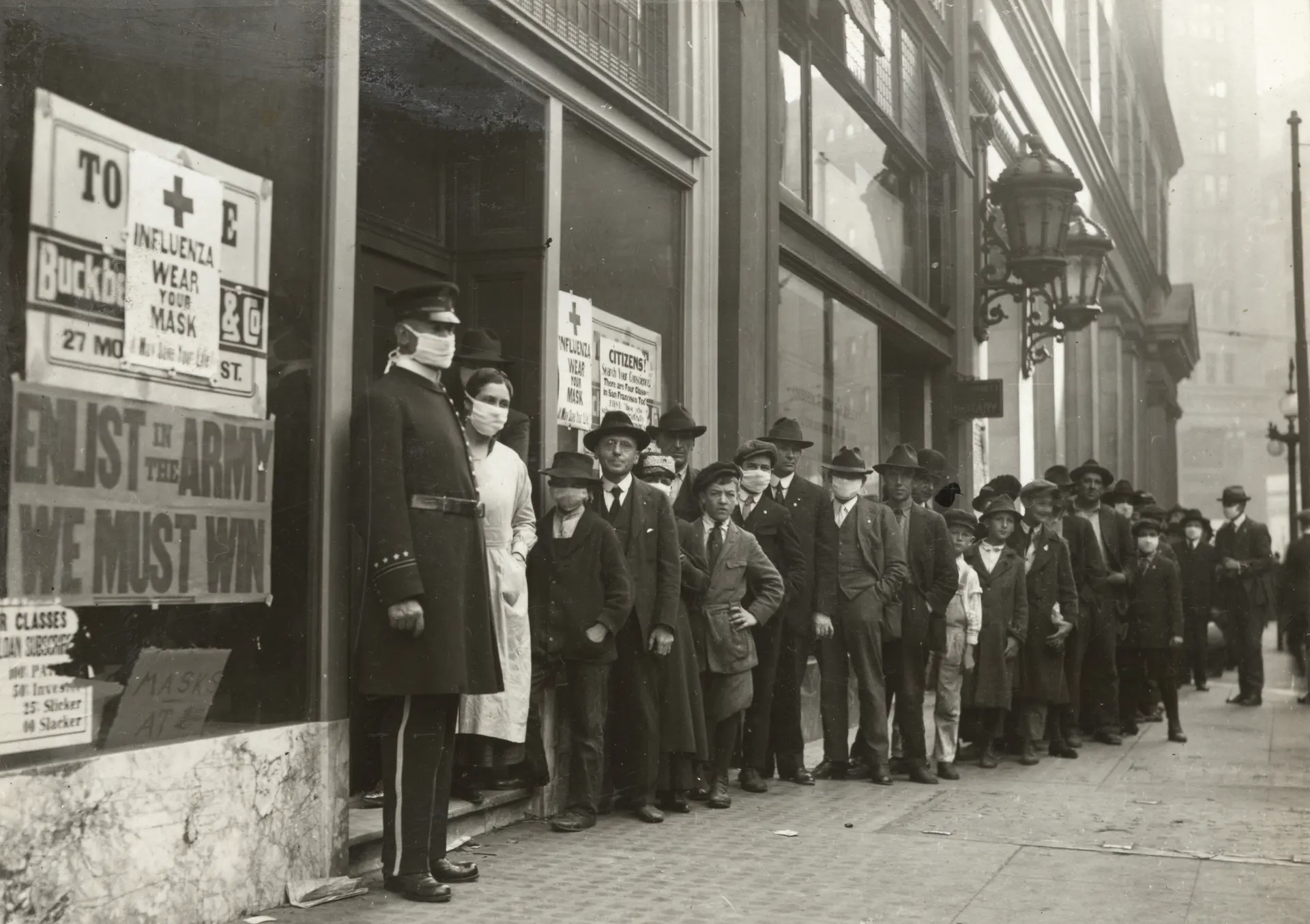
Gente esperando con máscaras en San Francisco durante la gripe española en 1918

La Anti-Mask League of San Francisco (Liga Antimáscara de San Francisco) fue una organización formada para protestar por la exigencia de que la gente de San Francisco, California, llevara máscaras durante la pandemia de gripe de 1918.
Los casos de gripe española comenzaron a aparecer en San Francisco durante el otoño de 1918. El primer caso documentado fue a finales de septiembre; a mediados de octubre, la ciudad tenía más de 2.000 casos. La Junta de Salud de la ciudad promulgó varias medidas para tratar de frenar la enfermedad, como la prohibición de las reuniones, el cierre de escuelas y teatros y la advertencia a los ciudadanos para que evitaran las multitudes. Las profesiones que atendían a los clientes (barberos, empleados de hoteles y pensiones, cajeros de bancos, drogadictos, empleados de tiendas y cualquier otra persona que atendiera al público) estaban obligados a usar máscaras. Luego, el 25 de octubre, la ciudad aprobó una ordenanza según la cual "todos los residentes y visitantes de San Francisco deberán usar una máscara cuando estén en público o cuando estén en un grupo de dos o más personas, excepto a la hora de comer.

## Contexto
El cumplimiento inicial de la ordenanza sobre las máscaras fue alto, con un estimado de 4 de cada 5 personas usando máscaras en público. La Cruz Roja vendió máscaras en la terminal para las personas que llegaban en ferry. Las personas que no usaban una máscara o la usaban inadecuadamente eran acusadas de "perturbar la paz" y luego eran advertidas, multadas o encarceladas. El oficial de salud de la ciudad y el alcalde pagaron multas por no usar máscaras en un combate de boxeo.
La ordenanza sobre las máscaras fue anulada a partir del 21 de noviembre, sin embargo los casos de gripe comenzaron a aumentar de nuevo. Una nueva ordenanza que ordenaba el uso de máscaras entró en vigor el 17 de enero de 1919.

## La formación de la liga
Aunque hubo algunas quejas de los ciudadanos durante el período inicial de uso de máscaras, la nueva ordenanza de 1919 galvanizó una oposición más seria y se formó la Liga Antimáscara[1], cuyos miembros incluían médicos, ciudadanos, libertarios civiles, y al menos un miembro de la Junta de Supervisores. Se estima que entre 4.000 y 5.000 ciudadanos asistieron a la reunión del 25 de enero. Algunos miembros de la liga querían recoger firmas en una petición para terminar con el requisito de la máscara, mientras que otros querían iniciar procedimientos de retirada para el oficial de salud de la ciudad. El debate fue acalorado. Algunas objeciones a la ordenanza se basaban en cuestiones de datos científicos mientras que otros consideraban el requisito de infringir las libertades civiles.
Además de las quejas de la Liga Anti-Mascarada, algunos oficiales de salud de otras ciudades también sostuvieron que las máscaras no eran necesarias. El oficial de salud de la ciudad de San Francisco criticó al secretario de la Junta de Salud del estado por cuestionar la eficacia de las máscaras, diciendo "La actitud de la Junta del estado está alentando a la Liga Anti-Mascarada".
El 27 de enero, la liga presentó una petición, firmada por la Sra. E. C. Harrington como presidente, a la Junta de Supervisores de la ciudad, solicitando la revocación de la ordenanza de la máscara.
Los periódicos de todo el mundo tomaron nota de la organización que protestaba.
San Francisco levantó el requisito de la máscara a partir del 1 de febrero de 1919, por recomendación de la Junta de Salud.